# Socotroonops socotra
Genre
Espèce
Socotroonops socotra, unique représentant du genre Socotroonops, est une espèce d'araignées aranéomorphes de la famille des Oonopidae.

## Distribution
Cette espèce est endémique de Socotra au Yémen.

## Étymologie
Son nom d'espèce lui a été donné en référence au lieu de sa découverte, Socotra.

## Publication originale
- Saaristo & van Harten, 2002 : The oonopid spiders (Arachnida: Araneae: Oonopidae) of Socotra, Yemen. Fauna of Arabia, vol. 19, p. 311-319.